# Sparassis
Sparassis is een geslacht van schimmels behorend tot de familie Sparassidaceae. De typesoort is Sparassis crispa.

## Soorten
Volgens index Fungorum  telt het geslacht 14 soorten (peildatum maart 2022):
| Soortnaam                                     | Auteur(s)                       | Publicatiejaar |
| --------------------------------------------- | ------------------------------- | -------------- |
| Sparassis americana                           | R.H. Petersen                   | 2013           |
| Sparassis brevipes                            | Krombh.                         | 1834           |
| Sparassis crispa (Grote sponszwam)            | (Wulfen) Fr.                    | 1821           |
| Sparassis cystidiosa                          | Desjardin & Zheng Wang          | 2004           |
| Sparassis foliacea                            | (St.-Amans) Fr.                 | 1874           |
| Sparassis kazachstanica                       | Schwarzman                      | 1964           |
| Sparassis laminosa                            | Fr.                             | 1836           |
| Sparassis latifolia                           | Y.C. Dai & Zheng Wang           | 2006           |
| Sparassis minoensis                           | Blanco-Dios & Zheng Wang        | 2006           |
| Sparassis radicata                            | Weir                            | 1917           |
| Sparassis ramosa                              | (Schaeff.) J. Schröt.           | 1897           |
| Sparassis spathulata (Breedbladige sponszwam) | (Schwein.) Fr.                  | 1828           |
| Sparassis subalpina                           | Q. Zhao, Zhu L. Yang & Y.C. Dai | 2012           |
| Sparassis tremelloides                        | Berk.                           | 1873           |